# Дорска најезда
Дорска најезда је концепт који су смислили историчари који проучавају античку Грчку да објасне замену преткласичних дијалекта и традиција у јужној Грчкој онима који су преовладали у класичној Грчкој. Оне су од античких грчких писаца добиле придев „дорски” по Дорцима, племену које их је поседовало.
Грчке легенде наводе да су Дорци заузели Пелопонез у догађају који се назива повратак Хераклида (стгрч. Ἐπιστροφὴ τῶν Ἡρακλειδῶν). Историчари класичне Грчке сматрају ову легенду хипотетички стварним догађајем којем су дали име „Дорска најезда”. Значење концепта се мењало неколико пута, како су га историчари, филолози и археолози користили у покушају да објасне културални дисконтинуитет у подацима из својих области. Начин доласка дорске културе на нека острва у Средоземном мору, као што је Крит, није добро објашњен. Дорци су колонизолвали бројна места на Криту као што је Лато.
Упркос скоро 200 година истраживања, стварност Дорске најезде није никада доказана.